# Роберт Мюллер (урядовець)
Ро́берт Мю́ллер (Robert Swan Mueller III, /ˈmʌlər/; нар. 17 серпня 1944, Нью-Йорк) — американський юрист, урядовець та державний діяч. З 17 травня 2017 призначений Міністерством юстиції США спеціальним прокурором для розслідування підозр у змові членів перед виборного штабу Дональда Трампа з російськими спецслужбами. У 2001–2013 роках Мюллер був директором Федерального бюро розслідування США.

## Молодість і освіта
Мюллер народився 7 серпня 1944 року в Докторській лікарні в Нью-Йоркському районі Мангеттен, був першою дитиною Еліс С. Трусдейл (1920–2007) і Роберта Свона Мюллера молодшого (1916–2007). У нього є чотири молодші сестри: Сьюзен, Сандра, Джоан і Патрісія. Його батько був керівником DuPont, який служив офіцером ВМС на Атлантичному та Середземноморському театрах під час Другої світової війни. Його батько спеціалізувався на психології в Прінстонському університеті та грав у університетський лакрос.
Мюллер має німецьке, англійське та шотландське походження. Його прадід по батьківській лінії, Гюстав А. Мюллер, був видатним лікарем у Піттсбурзі, чий власний батько, Август С. Е. Мюллер, іммігрував до Сполучених Штатів у 1855 році з провінції Померанія Королівства Пруссія (історична територія, територія якої включав землі, які зараз є частиною Польщі та північно-східний край Німеччини). З боку матері він є правнуком директора залізниці Вільяма Трусдейла.
Мюллер виріс у Прінстоні, штат Нью-Джерсі, де відвідував Прінстонську сільську денну школу, тепер відому як Прінстонська денна школа. Після того, як він закінчив восьмий клас, його родина переїхала до Філадельфії, а сам Мюллер навчався в школі Св. Павла в Конкорді,  штат Нью-Гемпшир, де він був капітаном команд з футболу, хокею та лакросу та виграв медаль Гордона як найкращий спортсмен школи 1962 року. Товаришем по команді з лакросу та однокласником у школі Св. Павла був майбутній сенатор і держсекретар штату Массачусетс Джон Керрі.